# Джованні Больдіні
 Джованні Больдіні (італ. Giovanni Boldini, 31 грудня 1842, Феррара — 12 січня 1931, Париж) — італійський художник доби декадансу. Малював пейзажі, побутові картини, портрети. Один з найкращий серед відомих портретистів на зламі XIX—XX століть.

## Біографія, ранні роки і художня освіта
Народився в місті Феррара. Походить з родини маловідомого провінційного художника. Був восьмою дитиною в родині, де було тринадцять дітей. Перші художні навички отримав в майстерні батька. З 1858 року почав відвідувати курси живопису у художника Єроніма Доменікіні (1813—1891). Доменікіні брав також замовлення на декоративні стінописи і разом із власним батьком був автором декорації місцевого театра.
Серед перших творів молодого початківця — «Подвір'я родинного будинку», «Автопортрет у шістнадцять років», «Портрет брата Франческо», «Марі Анджеліна», «Вітторе Карлетті».

## Флорентійський період
У 1862 році перебрався у Флоренцію заради отримання художньої освіти (керівник — Стівен Уззі, 1822—1901). Вивчав в столиці Тоскани тогочасний реалістичний живопис групи Мак'яйолі. Їх впливи відчутні в пейзажах Больдіні, адже пейзажний жанр переживав справжній, могутній розквіт в XIX столітті. Набула поширення і швидка, ескізна манера живопису, що так протистояла заглаженій і помертвілій манері академізму. Больдіні узяв від академізму високі технічні навички, віртуозне виконання і цікавість до салонного мистецтва, одним зі стовпів якого він і стане сам. Мав великий фінансовий успіх.

## Портретист

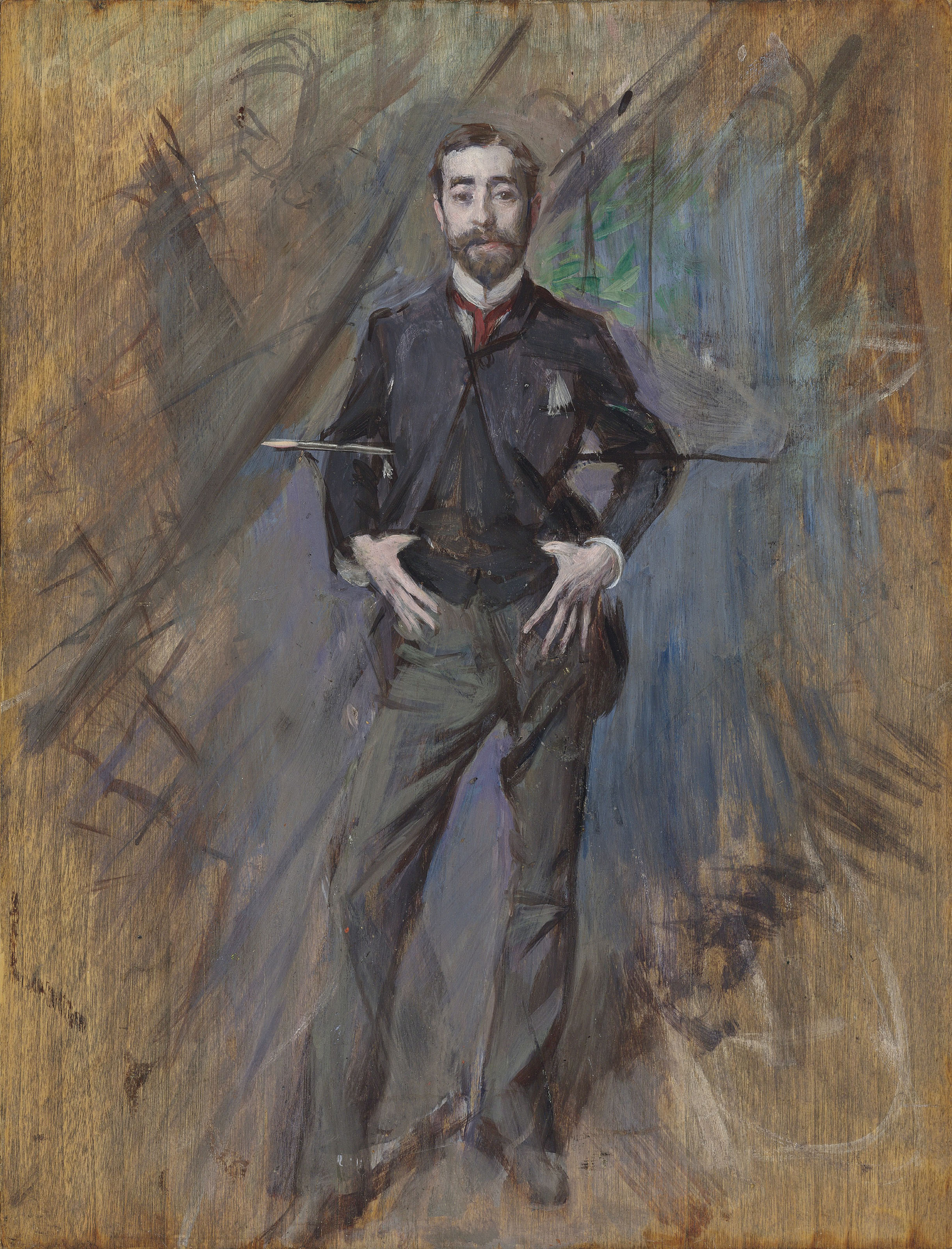
Худ. Болдіні. Портрет Джона Сарджента, бл. 1890 р. прив. збірка

Джованні Больдіні не став ані пейзажистом, ані прихильником побутового жанру, з якого починав. А після праці в Лондоні, де отримав гучний успіх як портретист, перейшов до створення замовних портретів.
З 1872 року Больдіні перебрався в Париж. Відкрив власну майстерню на авеню Frochol, а згодом перебрався в нову на площі Пігаль. На нього звернув увагу відомий маршан Адольф Гупіль, котрому він постачав власні картини побутового жанру. Джованні Больдіні стає модним і фінансово успішним художником, як і модні в Парижі митці — Маріано Фортуні, Ернест Мейсоньє, Джузеппе де Ніттіс, Джузеппе Паліцці.
Серед його паризьких знайомих і приятелів — син банкіра, аристократ і художник-імпресіоніст Едгар Дега, Едуар Мане, Альфред Сіслей. Але французький імпресіонізм не позначився на художній манері Джованні Болдіні, який в творах ближче до стилістики Джона Сарджента чи Поля Елльо.
Про італійця, що мав успіх в Парижі, не забули і в Римі. Саме йому доручили бути патроном італійського сектора на Всесвітній виставці в Парижі у 1889 року.
Серед нагород художника — Орден Почесного легіону.

## Ранішні й побутові твори Больдіні

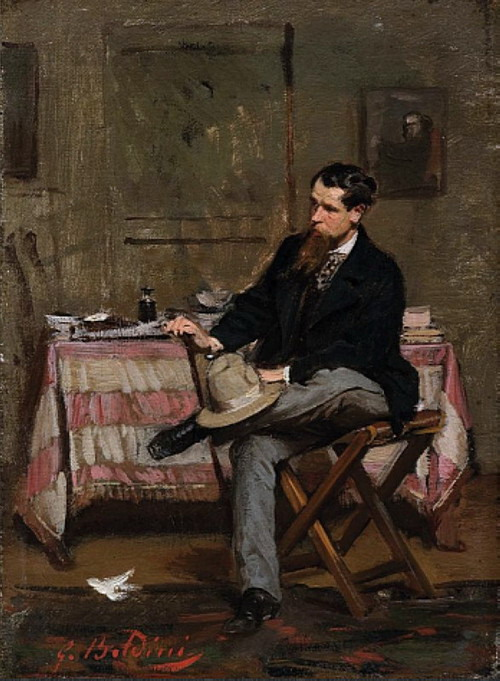
Портрет художника Вінченцо Кабіанка в інтер'єрі, 1909 р.
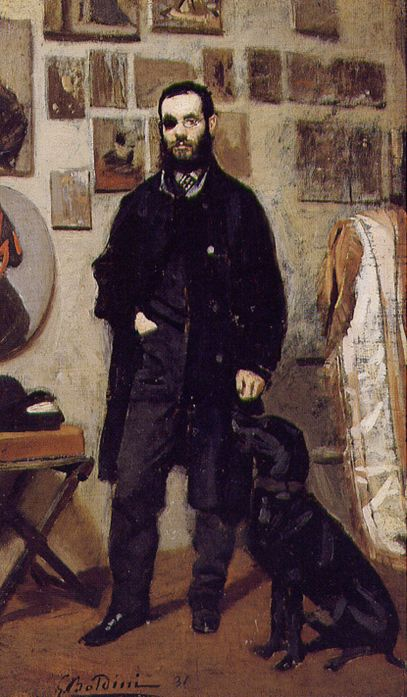
Джузеппе Аббаті, 1865
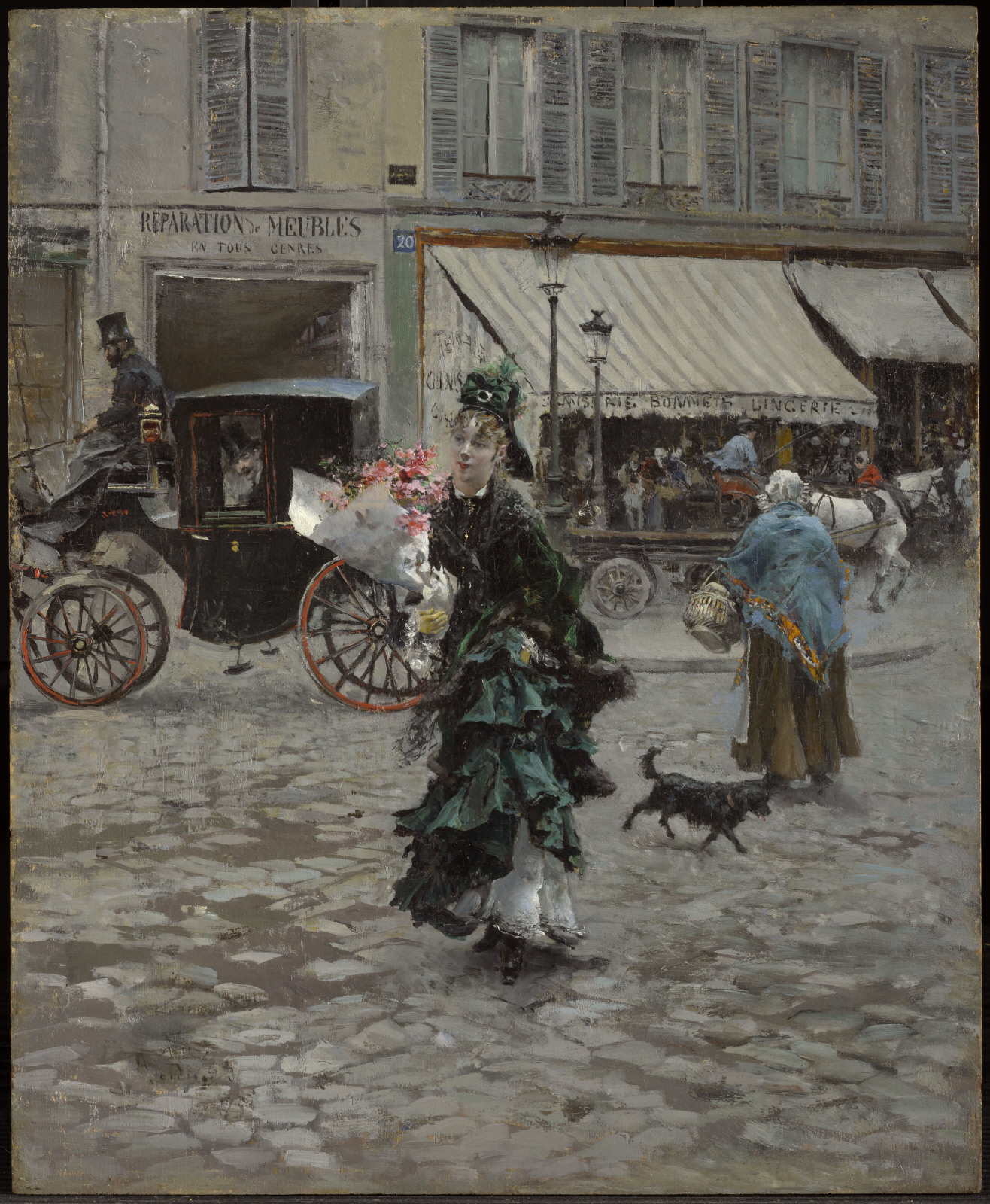
Перехід через вулицю.
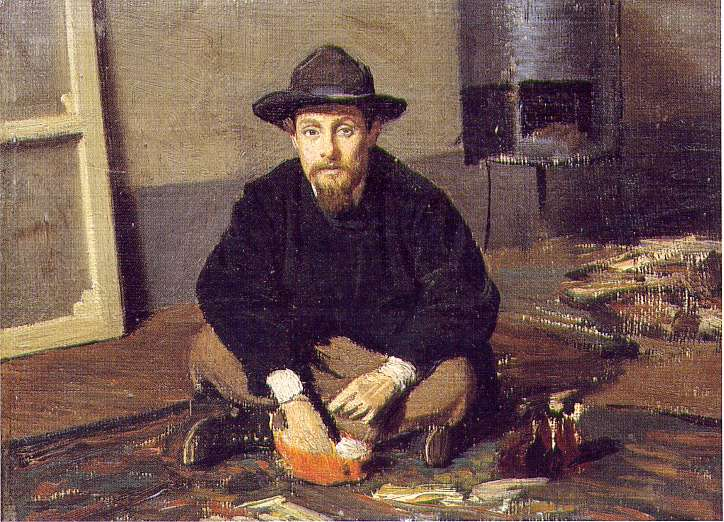
Дієго Мартеллі, 1865

## Погрудні портрети

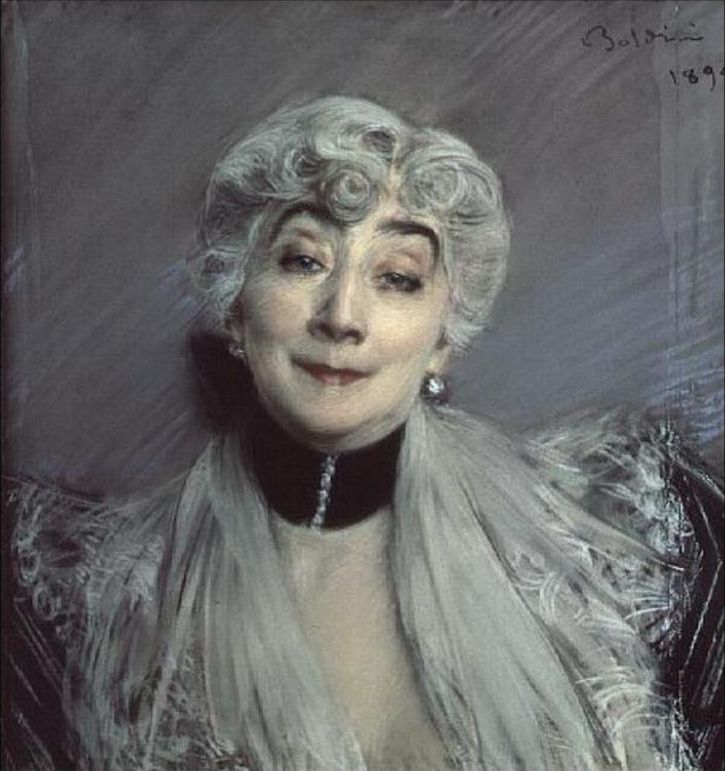
Портрет графині Мартель де Жанвіль, 1894, музей Карнавале
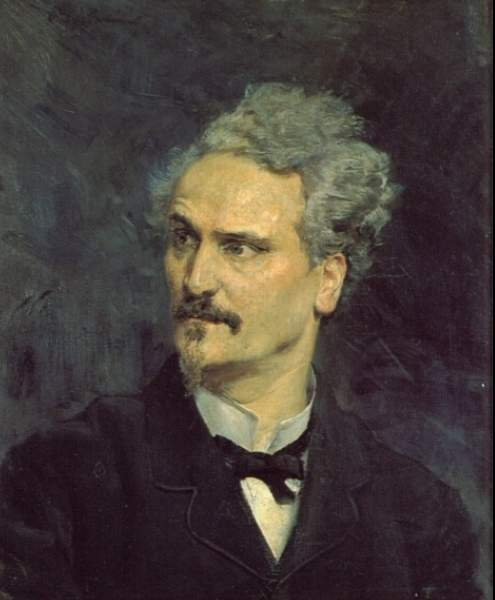
Генрі Рошфор, якого портретував в Едуар Мане
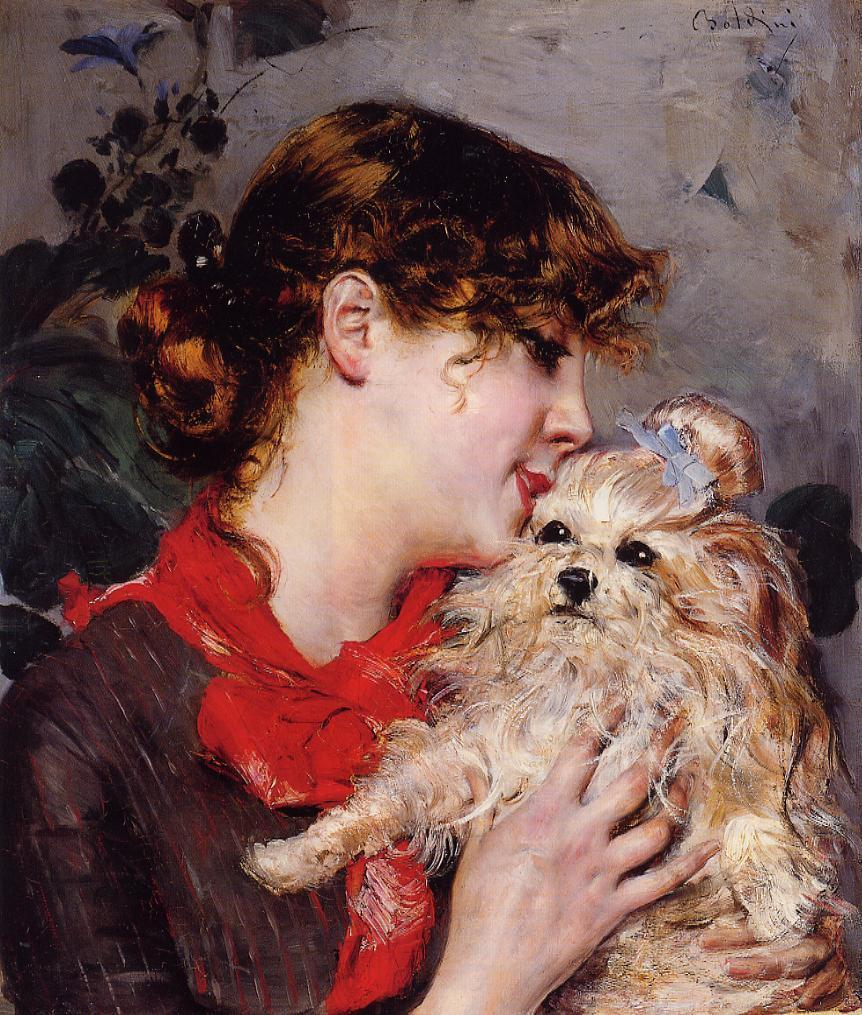
Мадам Ріган з песиком, 1885, приватна збірка
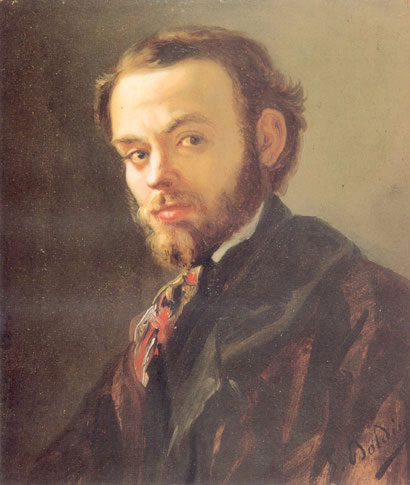
Вінченцо Кабіанка

## Відомі постаті, портретовані Больдіні

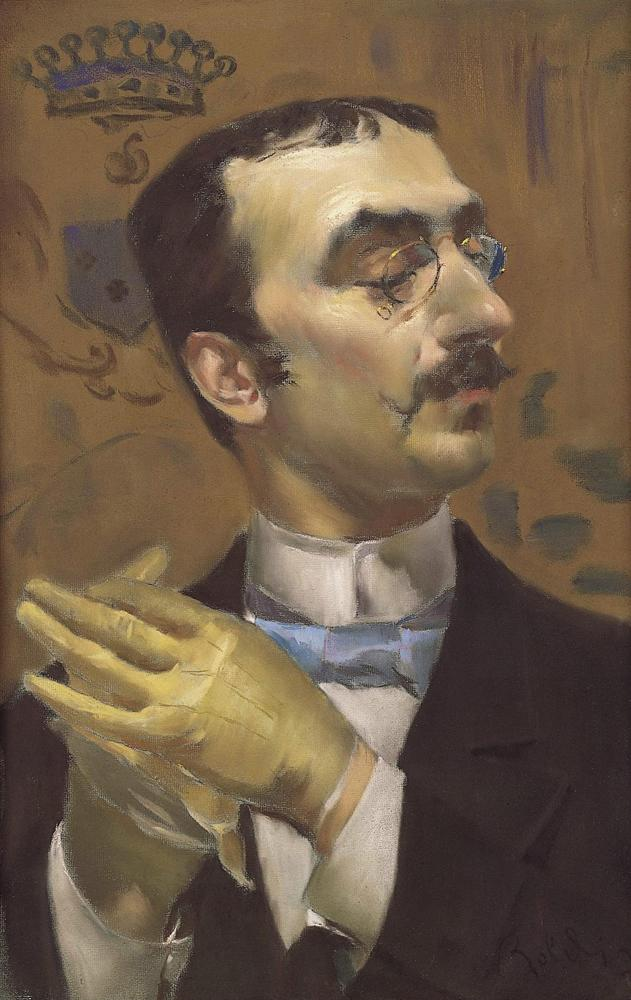
«Анрі де Тулуз - Лотрек», французький художник
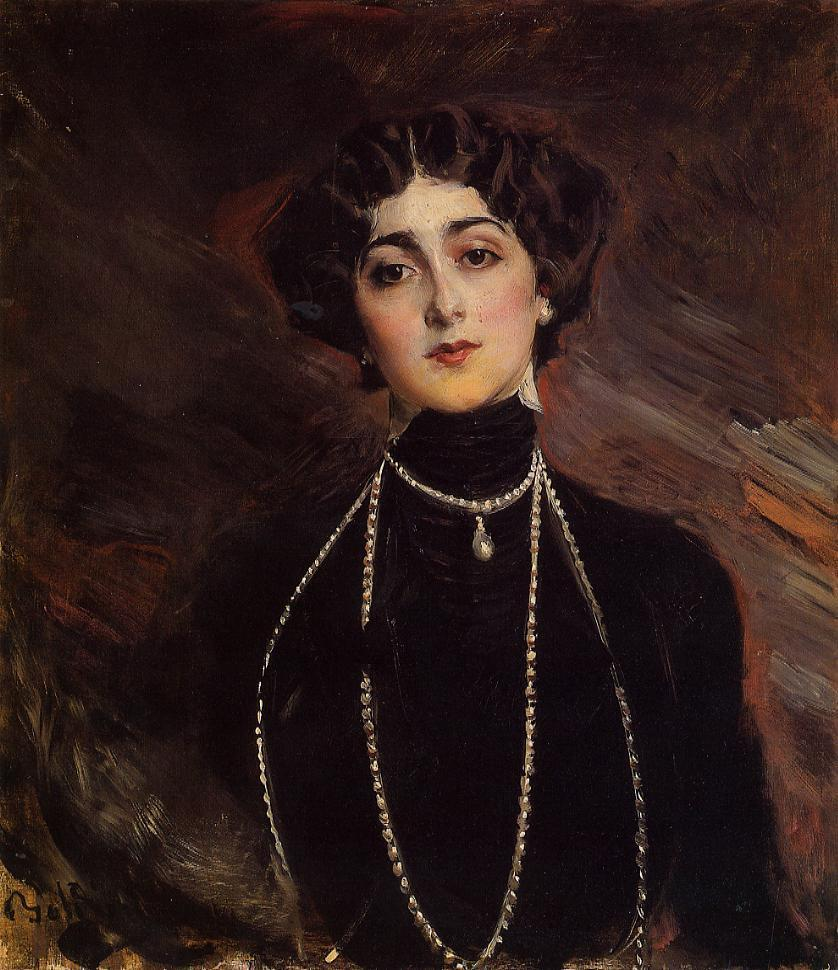
«Ліна Кавальєрі», оперна співачка
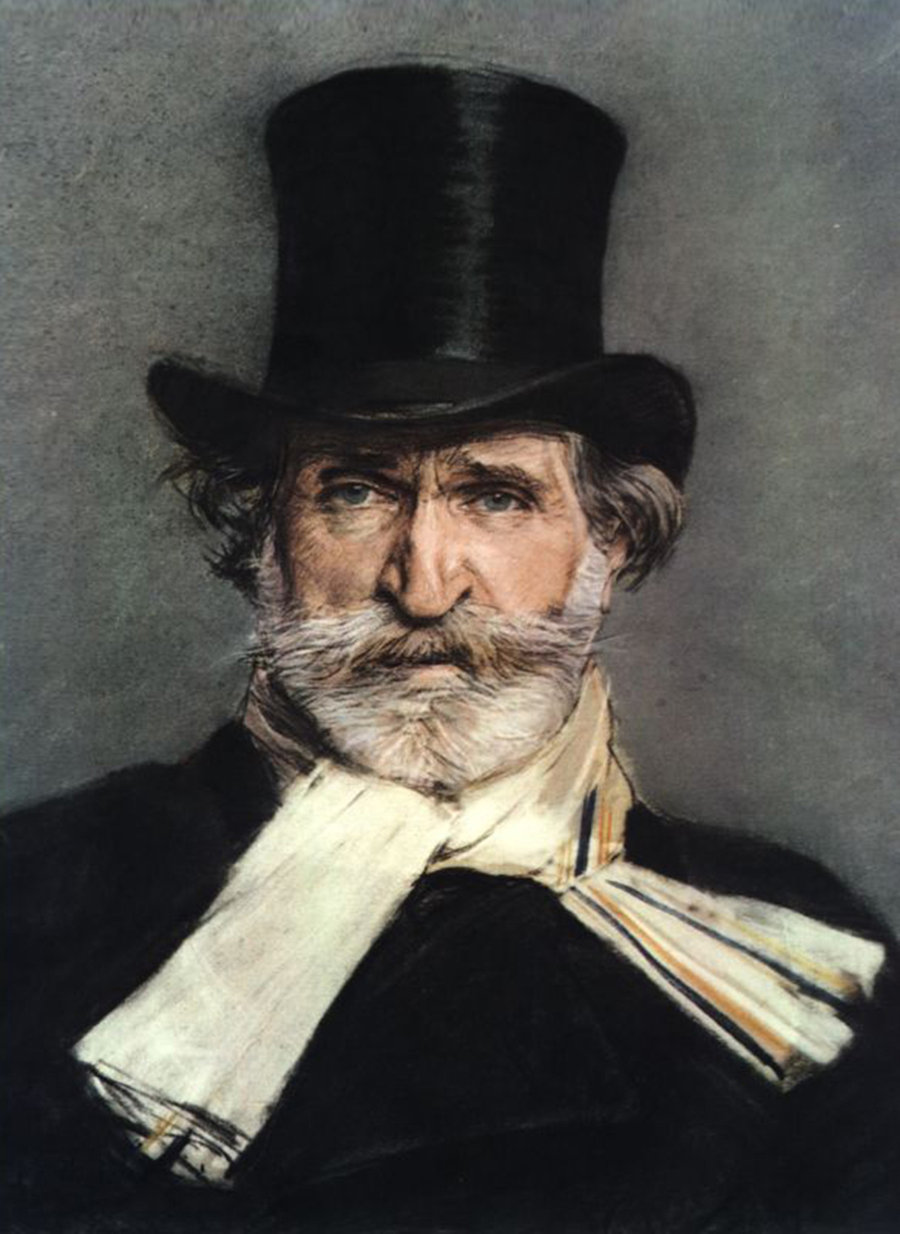
Портрет Джузеппе Верді, італійського композитора, 1886 р.

## Салонне мистецтво і злами декадансу

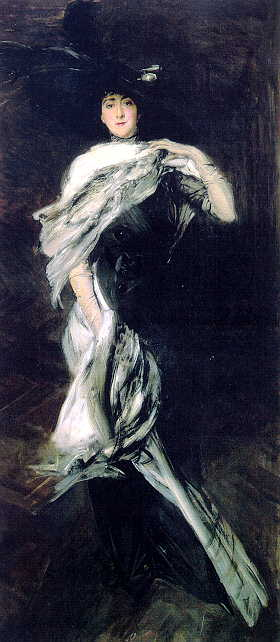
Мільонерша Едіт Вандербілт, 1900 р
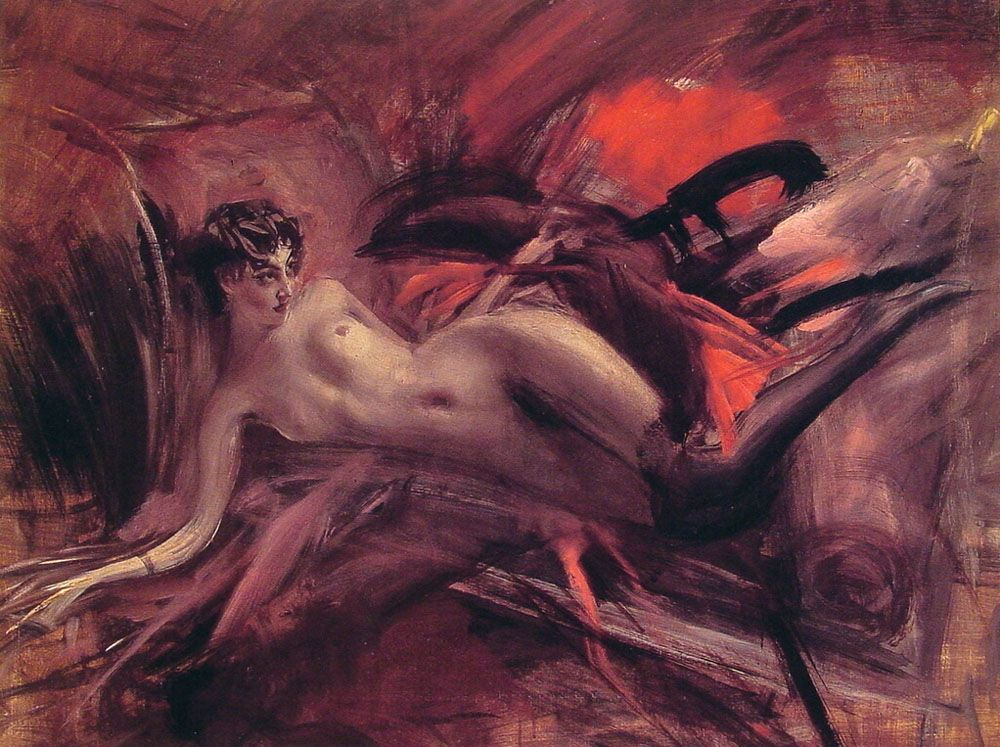
Оголена натура
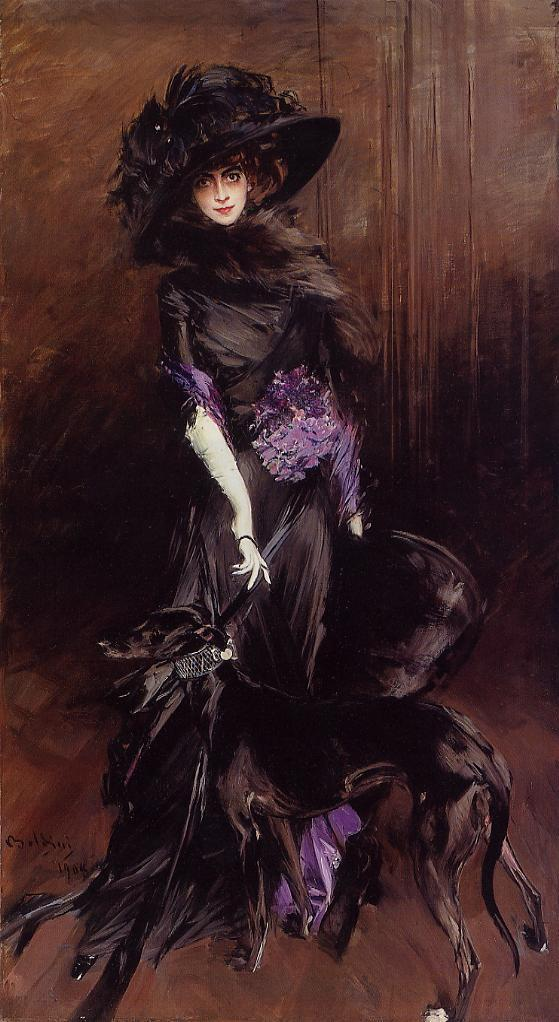
Маркіза Луїза Касаті, кохана Габріеле д'Аннунцио

## Графіка Джованні Больдіні

Джованні Больдіні. " Французький художник Поль Елльо у повний зріст ", літографія

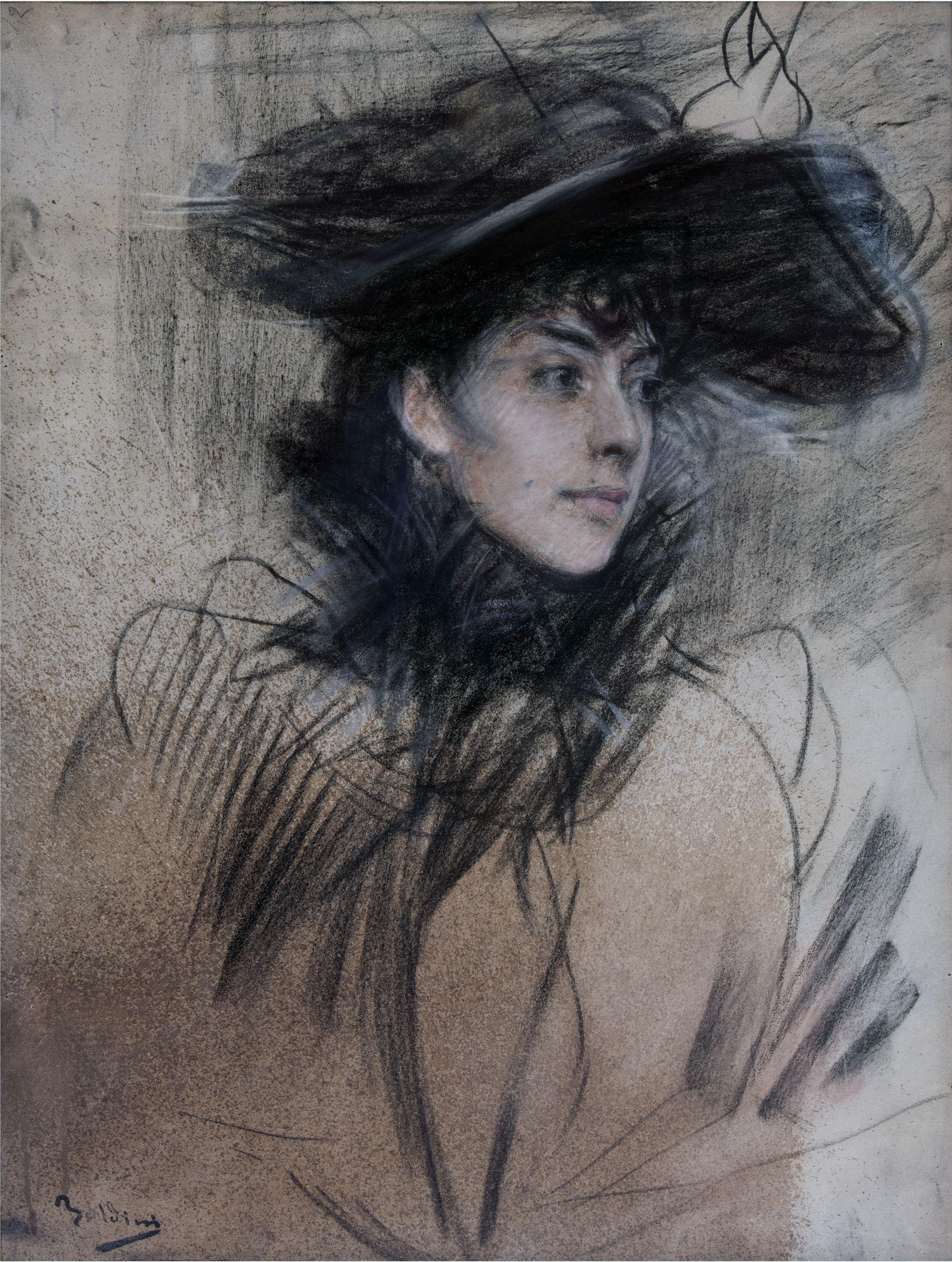
Джованні Больдіні. Теста Бруна, до 1892 р.
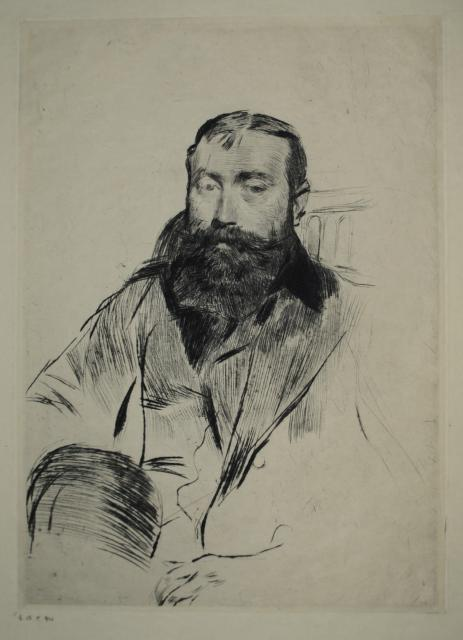
Джованні Больдіні. Портрет невідомого , 1880-і рр.
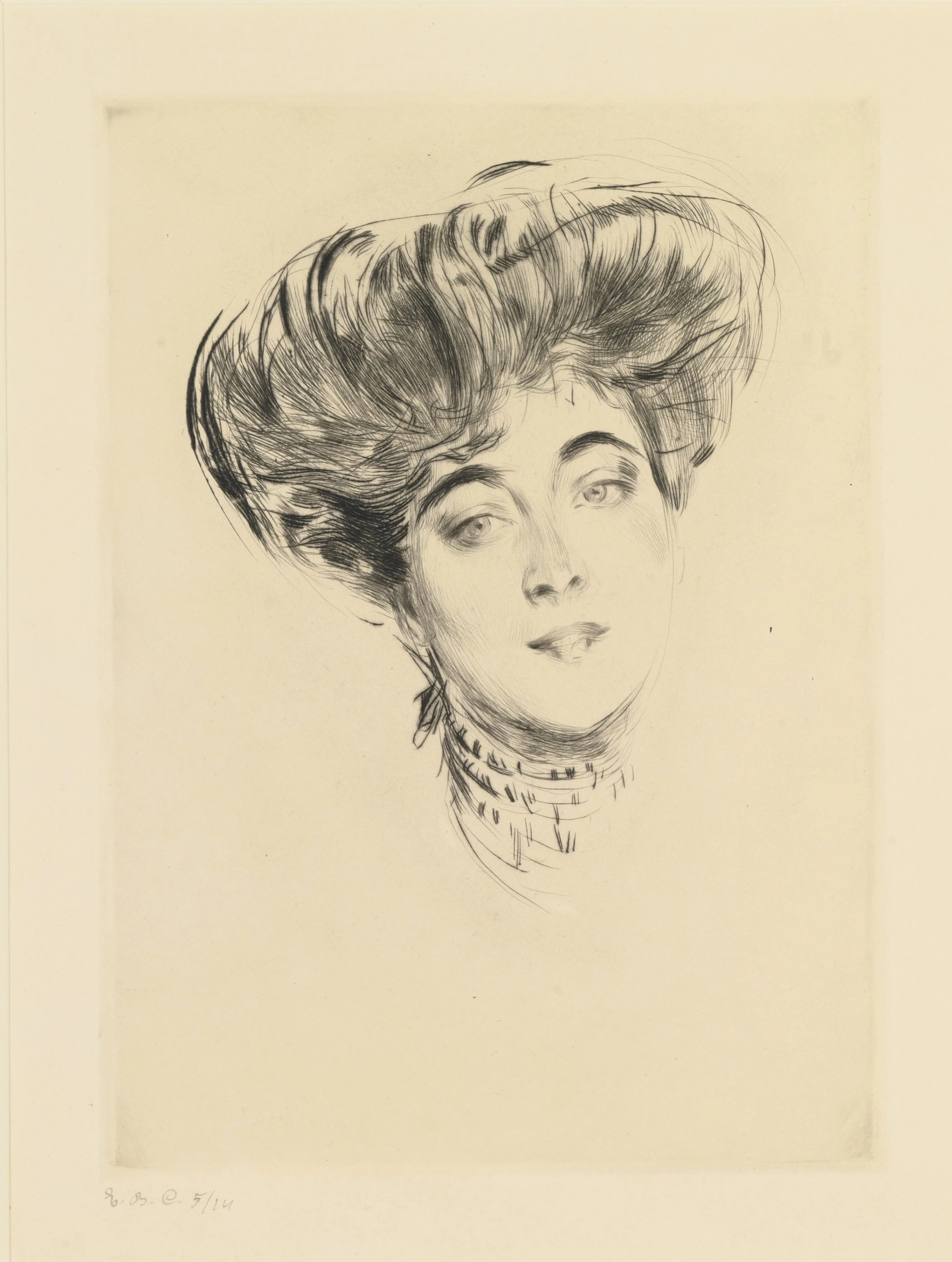
Джованні Больдіні. «Франческа де Нотарбартоло Віллароза,  віконтеса д'Орсе», 1902 рік, суха голка

## Вибрані твори

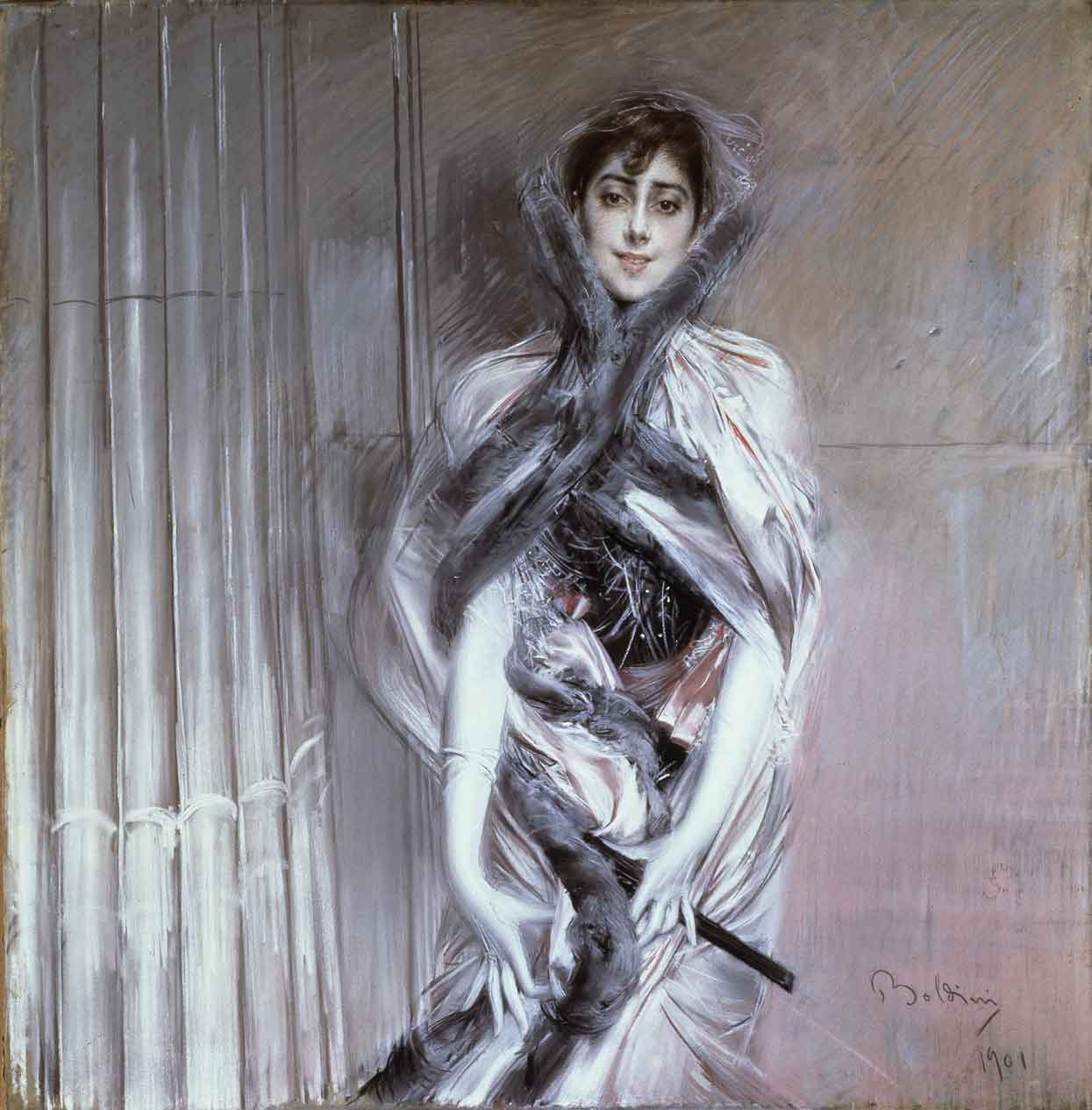
«Еміліана Конха де Осса», 1901 рік

- Портрет Дієго Мартеллі, 1865, Галерея сучасного мистецтва в палаццо Пітті, Флоренція
- п-т Джузеппе Аббаті, 1865, прив. збірка, Палермо
- п-т Вінченцо Кабьянка, Музей Фатторі
- Гондоли Венеції, прив. збірка
- п-т Мері Донеган, 1869, Віареджо
- п-т Мадам Ріган з песиком, 1885, приватна збірка
- п-т Емілії Конха де Осса, 1888, прив. збірка
- пані в чорному перед портретом Емілії Конха де Осса, 1888, музей Джованні Болдіні, Феррара
- Джоакін Арайо Руано, художник, 1889
- (п-т) Джон Левіс Браун з дружиною та дочкою, 1890, Музей Галуста Гюльбекяна, Лісабон
- (п-т) Анрі де Тулуз — Лотрек, художник, фонд Нортона Саймона, Пассадена, Каліфорнія
- (п-т) Джон С. Сарджент, художник, 1890, прив. збірка
- (п-т) Джовінетта Ерразурі, 1892, прив. збірка
- Емануель Муціо, диригент, 1892, Мілан
- Робер де Монтескьє, 1897, музей д'Орсе, Париж
- Леді Колін Кемпбел, 1897, Національна портретна галерея, Лондон
- Мадам Жорж Гюго з сином, 1898, прив. збірка
- (п-т) Едіт Вандербілт, 1900,
- Ліна Кавальєрі, оперна співачка, 1901, прив. збірка
- Петер Харрісон, 1902, Вашингтон
- п-т Нані Щредер, 1903